# Варіації на тему рококо
Варіації на тему рококо тв. 33 — твір Петра Ілліча Чайковського для віолончелі з оркестром. Варіації вперше виконані 18 листопада 1877 року під управлінням Миколи Григоровича Рубінштейна, виконував соло Вільгельм Фітценхаген.
Твір складається зі вступу, теми, складеної композитором, і семи варіацій на цю тему:
- Thema. Moderato assai quasi Andante–Moderato semplice
- Var. I. Tempo della Thema
- Var. II. Tempo della Thema
- Var. III. Andante sostenuto
- Var. IV. Andante grazioso
- Var. V. Allegro moderato
- Var. VI. Andante
- Var. VII e Coda. Allegro vivo